# Deiléphile Osiris
Hippotion osiris
Espèce
Le Deiléphile Osiris (Hippotion osiris) est une espèce de lépidoptères (papillons) appartenant à la famille des Sphingidae.
- Répartition : Afrique, Madagascar, rarement en Espagne.
- Envergure du mâle : de 34 à 36 mm.
- Période de vol : d’avril à octobre.
- Plantes-hôtes : Vitis, Fuchsia, Impatiens.

## Source
- P.C. Rougeot, P. Viette, Guide des papillons nocturnes d'Europe et d'Afrique du Nord, Delachaux et Niestlé, Lausanne 1978.